# Wyoming (Pennsilvània)
Wyoming és una població dels Estats Units a l'estat de Pennsilvània. Segons el cens del 2000 tenia 3.221 habitants.

## Demografia
Segons el cens del 2000, Wyoming tenia 3.221 habitants, 1.487 habitatges, i 852 famílies. La densitat de població era de 875,8 habitants per km².
Dels 1.487 habitatges en un 21,5% hi vivien nens de menys de 18 anys, en un 43,6% hi vivien parelles casades, en un 10,1% dones solteres, i en un 42,7% no eren unitats familiars. En el 38,5% dels habitatges hi vivien persones soles el 21,6% de les quals corresponia a persones de 65 anys o més que vivien soles. El nombre mitjà de persones vivint en cada habitatge era de 2,13 i el nombre mitjà de persones que vivien en cada família era de 2,87.
Per edats la població es repartia de la següent manera: un 19,2% tenia menys de 18 anys, un 5,7% entre 18 i 24, un 27,9% entre 25 i 44, un 21,5% de 45 a 60 i un 25,6% 65 anys o més.
L'edat mediana era de 43 anys. Per cada 100 dones de 18 o més anys hi havia 78,9 homes.
La renda mediana per habitatge era de 33.576$ i la renda mediana per família de 44.087$. Els homes tenien una renda mediana de 33.015$ mentre que les dones 24.718$. La renda per capita de la població era de 18.428$. Entorn del 5,7% de les famílies i el 9,9% de la població estaven per davall del llindar de pobresa.

## Poblacions més properes
El següent diagrama mostra les poblacions més properes.